# Crombec à calotte rousse
Sylvietta ruficapilla
Espèce
Synonymes
- Poliolais ruficapilla (Barboza du Bocage, 1877)

Statut de conservation UICN

 LC  : Préoccupation mineure
Le Crombec à calotte rousse (Sylvietta ruficapilla) est une espèce d'oiseaux de la famille des Macrosphenidae.

## Répartition
Cet oiseau vit en Afrique tropicale.

## Taxinomie
Selon le la classification de référence du Congrès ornithologique international (15.1, 2025) et Alan P. Peterson, il existe six sous-espèces :
- Sylvietta ruficapilla schoutedeni C.M.N. White, 1953 ;
- Sylvietta ruficapilla rufigenis Reichenow, 1887 ;
- Sylvietta ruficapilla chubbi Ogilvie-Grant, 1910 ;
- Sylvietta ruficapilla makayii C.M.N. White, 1953 ;
- Sylvietta ruficapilla ruficapilla Barboza du Bocage, 1877 ;
- Sylvietta ruficapilla gephyra C.M.N. White, 1953.